# Bogdana (okręg Teleorman)
Bogdana – wieś w Rumunii, w okręgu Teleorman, w gminie Bogdana. W 2011 roku liczyła 1023 mieszkańców.